# Pere Soler i Artalejo
Pere Soler i Artalejo (Barcelona, 13 d'abril de 1968) és un polític català, va ser regidor de Sant Cugat del Vallès pel PSC de 2011 a 2023 i conseller comarcal del Vallès Occidental de 2014 a 2023.

## Trajectòria associativa
Barceloní de neixament, s'establí el 1997 a Sant Cugat del Vallès, de seguida es va vincular al teixit associatiu de la ciutat i en diverses entitats de caràcter cultural i social. Fou fundador de l'Associació Veïnal del Centre-Estació de Sant Cugat i president durant 10 anys (2004 - 2014), també va ser membre de les AMPA del CEIP Joan Maragall i de l'IES Angeleta Ferrer i Sensat, fet que el va dur a formar part dels  dos consells escolars en diferents etapes. Soci del Centro Popular Andaluz i el Centro Castellano - Manchego de Sant Cugat del Vallès, d'aquesta darrera fou nomenat "Quijote del año" el 2015. A nivell ciutadà va formar part de tots els consells de barris de la ciutat en representació del PSC (Nucli Antic, Est, Oest, Mira-sol, La Floresta, Les Planes i inclús va treballar per la segregació de l'Oest amb un nou consell per a Volpelleres), durant el mandat 2019-2023 fou president del consell de barri del Nucli Antic.

## Trajectòria política
Regidor pel PSC i portaveu del grup municipal socialista, es va afiliar a la Joventut Socialista de Catalunya (1983) i el 1984 en formà part del secretariat de la JSC de la Federació de Barcelona. Als 18 anys passà a militar al PSC, passant per les agrupacions de Gràcia i l'Eixample. El 1997 amb el canvi de domicili fa el salt a l'agrupació de Sant Cugat, on ocupa diverses responsabilitats orgàniques fins que el 2016 és elegit primer secretari, càrrec que ostentà fins al juny de 2023.
En el marc del 6è congrés de la federació del Vallès Occidental (març de 2020), Soler es escollit viceprimer secretari de la federació del PSC Vallès Oest] i Conseller Nacional del PSC, Soler va tancar el seu discurs, davant de la concurrència i de representants de la direcció nacional, apel·lant a la unificació de les dues federacions del PSC del Vallès (la de l'Oest i la del Sud), demanant superar les diferències per fer una gran federació amb pès específic en el si del partit. Després de mesos de treballs i abans del 7è congrés d'ambdues federacions (juliol de 2024), es va metrialitzar aquesta unificació en una sola federació: Federació del Vallès Occidental del PSC a partir d'un canvi d'estatuts i d'una resolució en el 15è congrés del PSC.
El 1999 forma part de la primera llista electoral, amb Jordi Menéndez com a cap de llista. També forma part de les llistes electorals del PSC als anys 2003, 2007 i 2011. El 2003 forma part de la candidatura del PSC al Parlament de Catalunya que va portar en Pasqual Maragall a la presidència de la Generalitat de Catalunya. El 2015 fou elegit mitjançant un procés de primàries per encapçalar la candidatura socialista a l'ajuntament de Sant Cugat del Vallès. El 2014 és nomenat conseller comarcal del Vallès Occidental i un any després és nomenat portaveu del grup comarcal socialista des de 2015, càrrec que va ostentar fins al maig de 2023. El 2019 torna a encapçalar la candidatura socialista a l'Ajuntantament de Sant Cugat, aconseguint que el PSC fes una remontada espectacular augmentant fins a 4 regidories i una vocalia a l'EMD de Valldoreix.

## Al govern de la ciutat
El Juny del 2019 amb els resultats de les eleccions municipals, el PSC va formar Govern a Sant Cugat del Vallès gràcies a un pacte amb ERC-MES i la CUP-PC, per acabar amb 32 anys de governs convergents. El pacte d'aquestes tres formacions d'esquerres garantien la majoria absoluta i, per tant, la facilitat de tirar endavant propostes. Des de juliol del 2019 és nomenat primer tinent d'alcaldia de Presidència, Economia, Hisenda, Serveis Urbans, Mobilitat, Seguretat i Transport. A la vegada el porta també a assumir aspectes de política territorial i participar a Consorci de la B-30 CIT, Conseller de Localret, de l'Associació àmbit B-30 entre d'altres.
De gener a novembre de 2017 fou la primera etapa en què formà part d'un equip de govern municipal a Sant Cugat del Vallès, fruit d'un acord Partit Demòcrata Europeu Català-Demòcrates i PSC, on fou Tinent d'Alcalde d'Ocupació i Polítiques Comarcals, feia 30 anys que el PSC no assumia responsabilitats en el govern de la ciutat.

## De l'empresa privada a l'administració
Als 18 anys va començar a treballar en diverses empreses passant pel sector de la perfumeria i la química farmacèutica, després en altres sectors productius, fins que el 1999 s'inicia en el camp de la logística, i del transport i comerç internacional. El 2010 canvia professionalment i entra en l'Àrea Metropolitana de Barcelona a l'àrea de presidència sota el mandat de Jordi Hereu, posteriorment passà per a l'àrea d'Urbanisme i Planificació Estratègica fins que el 2015 recau en l'Àrea de Desenvolupament Social i Econòmic fet que el 2018 l'impulsà a col·laborar en la posada en marxa l'Agència Metropolitana de Desenvolupament Econòmic de l'AMB, de la que actualment és responsable de l'àmbit d'empresa, mercat d treball, PAE i comerç, compaginant amb la seva tasca en el govern de Sant Cugat del Vallès.